# Praedora
Praedora es un género de polillas de la familia Sphingidae.

## Especies
Se reconocen las siguientes especies:
- Praedora leucophaea Rothschild & Jordan, 1903
- Praedora marshalli Rothschild & Jordan, 1903
- Praedora melichari Haxaire, 2011
- Praedora plagiata Rothschild & Jordan, 1903
- Praedora puchneri Pierre & Schmit, 2008
- Praedora tropicalis Rothschild & Jordan, 1912